# Orendain
Orendain è un comune spagnolo di 143 abitanti situato nella comunità autonoma dei Paesi Baschi.